# Millington (Illinois)
Millington es una villa ubicada en el condado de Kendall en el estado estadounidense de Illinois. En el Censo de 2010 tenía una población de 665 habitantes y una densidad poblacional de 346,03 personas por km².

## Geografía
Millington se encuentra ubicada en las coordenadas 41°33′38″N 88°36′15″O / 41.56056, -88.60417. Según la Oficina del Censo de los Estados Unidos, Millington tiene una superficie total de 1.92 km², de la cual 1.78 km² corresponden a tierra firme y (7.41%) 0.14 km² es agua.

## Demografía
Según el censo de 2010, había 665 personas residiendo en Millington. La densidad de población era de 346,03 hab./km². De los 665 habitantes, Millington estaba compuesto por el 97.44% blancos, el 0.15% eran afroamericanos, el 0.6% eran amerindios, el 0.3% eran asiáticos, el 0% eran isleños del Pacífico, el 0.3% eran de otras razas y el 1.2% pertenecían a dos o más razas. Del total de la población el 1.35% eran hispanos o latinos de cualquier raza.